# Newcastle (Wyoming)
Newcastle es una ciudad ubicada en el condado de Weston en el estado estadounidense de Wyoming, muy cerca de la frontera con Dakota del Sur. Es sede del condado de Weston. En el año 2010 tenía una población de 3532 habitantes y una densidad poblacional de 552 personas por km².

## Geografía
Newcastle se encuentra ubicada en las coordenadas 43°51′1.13″N 104°11′48.62″O / 43.8503139, -104.1968389. Según la Oficina del Censo, la localidad tiene un área total de 6,4 km² (2,5 mi²), de la cual 6,4 km² (2,5 mi²) es tierra y 0 km² (0 mi²) (0.0%) es agua.

### Localidades adyacentes
El siguiente diagrama muestra a las localidades en un radio de 64 kilómetros (39,8 mi) de Newcastle.

## Demografía
En el 2000 la renta per cápita promedia del hogar era de $29.873, y el ingreso promedio para una familia era de $36.929. El ingreso per cápita para la localidad era de $15.378. En 2000 los hombres tenían un ingreso per cápita de $31.222 contra $16.628 para las mujeres. Alrededor del 11.40% de la población estaba bajo el umbral de pobreza nacional.